# Rosa dos ventos

Rosa dos ventos de 32 pontos de uma carta de Jorge de Aguiar (1492), a carta náutica assinada e datada mais antiga de Portugal

Rosa dos ventos mostrando a abreviatura dos pontos cardeais, colaterais e subcolaterais

A rosa dos ventos (pré-AO 1990: rosa-dos-ventos) é uma imagem que representa os quatro sentidos fundamentais (pontos cardeais) e seus intermediários. A rosa dos ventos corresponde à volta completa do horizonte e surgiu da necessidade de indicar exatamente um sentido que nem mesmo os pontos intermediários determinariam, pois um mínimo desvio inicial torna-se cada vez maior, à medida que vai aumentando a distância.
Assim, praticamente todos os pontos na linha do horizonte podem ser localizados com exatidão.  Cada quadrante da rosa dos ventos corresponde a 90°: considera-se o norte a 0°; o leste a 90°; o sul a 180°, o oeste a 270°, e novamente o norte a 360°.
A utilização de rosas dos ventos é extremamente comum em todos os sistemas de navegação antigos e atuais. Seu desenho em forma de estrela tem a finalidade única de facilitar a visualização com o balanço da embarcação, portanto os quatro pontos cardeais principais são os mais fáceis de ser notados: norte (0° de azimute cartográfico), sul (180°), este ou leste (90°) e oeste (270°). Dependendo do tamanho da bússola pode caber mais quatro pontos que são chamados de  colaterais: nordeste (45°), sudeste (135°), noroeste (315°) e sudoeste (225°); se o visor for maior ainda costumam incluir mais oito pontos, os  subcolaterais: nor-nordeste (22,5°), lés-nordeste (67,5°), lés-sudeste (112,5°), sul-sudeste (157,5°), sul-sudoeste (202,5°), oés-sudoeste (247,5°), oés-noroeste (292,5°) e nor-noroeste (337,5°).
Assim como os meridianos estão para os polos da mesma forma todos os rumos estão para o observador.
Pontos cardeais:

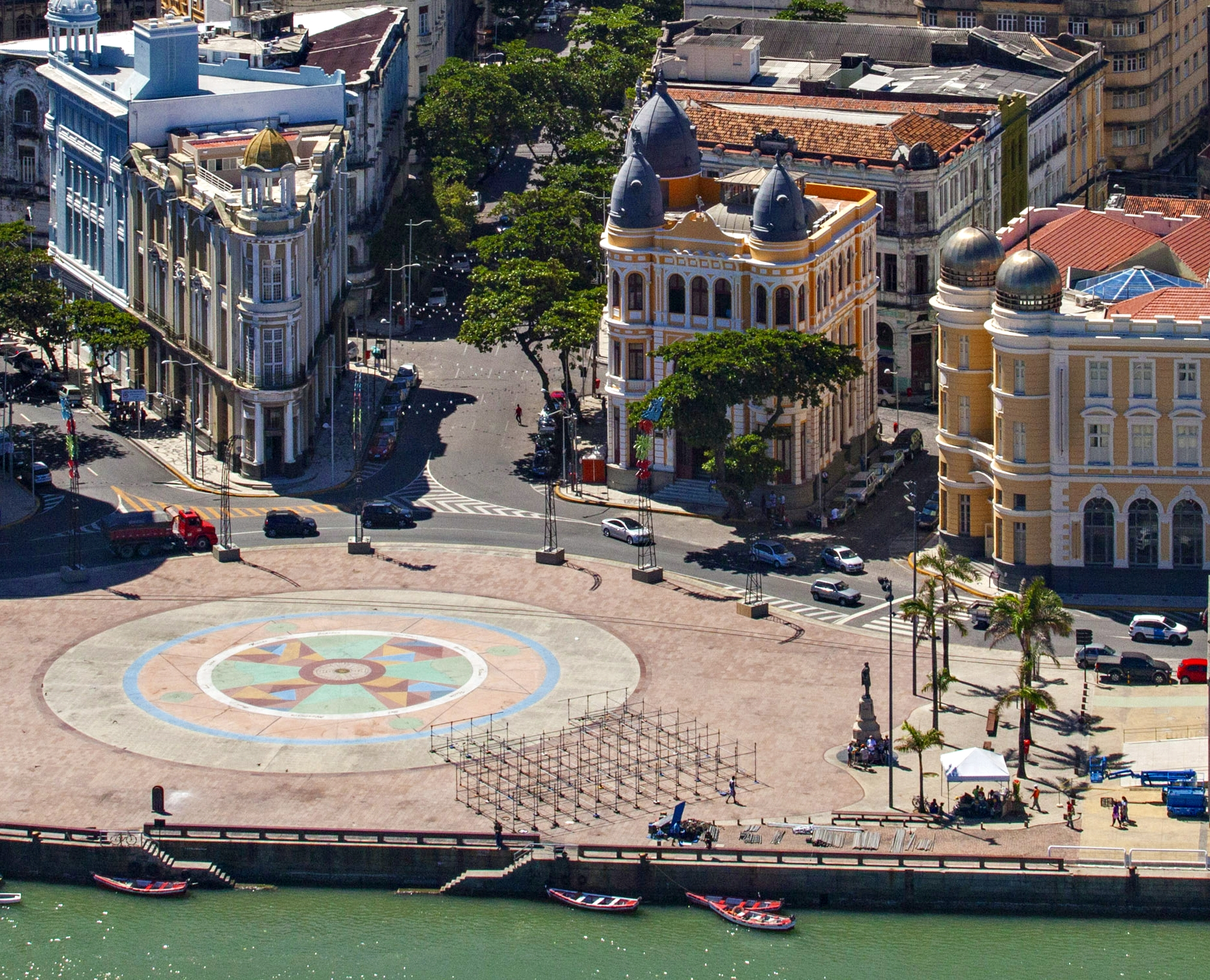
Rosa dos ventos no piso do Marco Zero, no Recife, Brasil.

- E (ou L): este  ou leste, prefere-se "E" por consistência com os colaterais;
- N: norte;
- O (ou W): oeste, prefere-se "O" por ser português;
- S: sul.

Pontos colaterais:
- NE: nordeste;
- NO (ou NW): noroeste;
- SE: sudeste;
- SO (ou SW): sudoeste.

Pontos subcolaterais:
- ENE: Leste–nordeste ou Lés–nordeste;
- ESE: Leste–sudeste ou Lés–sudeste;
- SSE: sul-sudeste;
- NNE: nor-nordeste;
- NNO (ou NNW): nor-noroeste;
- SSO (ou SSW): sul-sudoeste;
- OSO (ou WSW): oés-sudoeste;
- ONO (ou WNW): oés-noroeste.